# Pavel Alekseyevich Cherenkov
Pavel Alekseyevich Cherenkov (tiếng Nga: Павел Алексеевич Черенков, 1904–1990) là nhà vật lý học Liên Xô đã đoạt Giải Nobel Vật lý năm 1958 chung với Ilya Frank và Igor Tamm cho việc khám phá ra bức xạ Čerenkov (cũng gọi là Hiệu ứng Čerenkov) năm 1934.

## Tiểu sử
Čerenkov sinh năm 1904 trong một làng nhỏ của Novaya Chigla, ngày nay là tỉnh Voronezh, Nga, là con của Aleksey và Maria Cherenkov.
Ông tốt nghiệp ở Phân khoa Vật lý và Toán học của Đại học quốc gia Voronezh năm 1928. Năm 1930 ông làm nhà nghiên cứu cấp cao ở Viện Vật lý Lebedev. 
Čerenkov được thăng chức trưởng Phân ban và năm 1940 ông được trao bằng tiến sĩ Toán-Lý. Năm 1953 ông trở thành giáo sư môn Vật lý thực nghiệm. Từ năm 1959, ông lãnh đạo Phòng thí nghiệm xử lý quang-meson của Viện. Ông làm giáo sư trong 14 năm. Năm 1970 ông trở thành viện sĩ của Viện Hàn lâm Khoa học Nga (thời đó là "Viện Hàn lâm Khoa học Liên Xô").

## Các khám phá trong Vật lý
Năm 1934, khi làm việc dưới quyền Sergey I. Vavilov, Čerenkov đã quan sát thấy việc phát ra ánh sáng màu xanh (blue light) từ một chai nước bị bắn phóng xạ vào. Hiện tượng này, kết hợp với các hạt nhân nguyên tử có điện tích, di chuyển ở vận tốc nhanh hơn tốc độ ánh sáng trong môi trường địa phương, chứng tỏ là có tầm quan trọng lớn trong việc thí nghiệm Vật lý hạt nhân về sau, và cho việc nghiên cứu các tia vũ trụ. Nó được đặt tên là hiệu ứng Čerenkov, như là máy dò Čerenkov (một loại máy dò hạt), đã trở thành một bộ phận tiêu chuẩn của thiết bị trong nghiên cứu nguyên tử để quan sát sự tồn tại và vận tốc của các hạt tốc độ cao. Thiết bị này đã được đặt trong vệ tinh Sputnik 3.
Pavel Čerenkov cũng tham gia vào việc xây dựng và phát triển máy gia tốc hạt và trong việc nghiên cứu các phản ứng quang nhân (photo-nuclear) và quang-meson (photo-meson).

## Đời tư
Năm 1930, ông kết hôn với Maria Putintseva, con gái của A.M. Putintsev, một giáo sư Văn học Nga. Họ có hai người con: con trai tên Aleksey và con gái tên Elena. 
Čerenkov từ trần tại Moskva ngày 6.01.1990, và được mai táng ở Nghĩa trang Novodevich.

## Giải thưởng và Vinh dự
- Giải thưởng Nhà nước Liên Xô 3 lần: lần đầu năm 1946 (chung với Vavilov, Frank và Tamm), lần thứ hai năm 1952 và lần thứ ba năm 1977.
- Giải Nobel Vật lý năm 1958 cho việc phá hiện ra Hiệu ứng Čerenkov[1].
- Anh hùng Lao động Xã hội chủ nghĩa của Liên Xô năm 1984.